# Alloxysta obscurata
Alloxysta obscurata är en stekelart som först beskrevs av Hartig 1840.  Alloxysta obscurata ingår i släktet Alloxysta, och familjen glattsteklar. Arten är reproducerande i Sverige.